# IBU-Sommercup 2009
Der IBU-Sommercup 2009 wurde zwischen Juni und September 2009 auf sechs Stationen in sieben Ländern Europas ausgetragen. Zunächst wurden drei Wettkämpfe im Sprint und Massenstart im Crosslauf-Sommerbiathlon ausgetragen, später drei Wettkämpfe im Rollski-Biathlon. Es wurden sowohl Wettkämpfe für Männer als auch für Frauen durchgeführt.

## Ergebnisse Frauen-Wettbewerbe
| 1. IBU-Sommercup in Bystřice, 27. Juni 2009 – 28. Juni 2009 | 1. IBU-Sommercup in Bystřice, 27. Juni 2009 – 28. Juni 2009 | 1. IBU-Sommercup in Bystřice, 27. Juni 2009 – 28. Juni 2009 | 1. IBU-Sommercup in Bystřice, 27. Juni 2009 – 28. Juni 2009 | 1. IBU-Sommercup in Bystřice, 27. Juni 2009 – 28. Juni 2009 |
| ----------------------------------------------------------- | ----------------------------------------------------------- | ----------------------------------------------------------- | ----------------------------------------------------------- | ----------------------------------------------------------- |
| Datum                                                       | Disziplin                                                   | Erster Platz                                                | Zweiter Platz                                               | Dritter Platz                                               |
| 27. Juni 2009 (Sa.)                                         | Crosslauf-Sprint                                            | Veronika Hořejší                                            | Miroslava Špácová                                           | Judith Wagner                                               |
| 28. Juni 2009 (So.)                                         | Crosslauf-Massenstart                                       | Veronika Hořejší                                            | Judith Wagner                                               | Miroslava Špácová                                           |

| 2. IBU-Sommercup in Predajná, 4. Juli 2009 – 5. Juli 2009 | 2. IBU-Sommercup in Predajná, 4. Juli 2009 – 5. Juli 2009 | 2. IBU-Sommercup in Predajná, 4. Juli 2009 – 5. Juli 2009 | 2. IBU-Sommercup in Predajná, 4. Juli 2009 – 5. Juli 2009 | 2. IBU-Sommercup in Predajná, 4. Juli 2009 – 5. Juli 2009 |
| --------------------------------------------------------- | --------------------------------------------------------- | --------------------------------------------------------- | --------------------------------------------------------- | --------------------------------------------------------- |
| Datum                                                     | Disziplin                                                 | Erster Platz                                              | Zweiter Platz                                             | Dritter Platz                                             |
| 4. Juli 2009 (Sa.)                                        | Crosslauf-Sprint                                          | Miroslava Špácová                                         | Vladimíra Točeková                                        | Ildikó Papp                                               |
| 5. Juli 2009 (So.)                                        | Crosslauf-Massenstart                                     | Miroslava Špácová                                         | Ildikó Papp                                               | Vladimíra Točeková                                        |

| 3. IBU-Sommercup in Bansko, 1. August 2009 – 2. August 2009 | 3. IBU-Sommercup in Bansko, 1. August 2009 – 2. August 2009 | 3. IBU-Sommercup in Bansko, 1. August 2009 – 2. August 2009 | 3. IBU-Sommercup in Bansko, 1. August 2009 – 2. August 2009 | 3. IBU-Sommercup in Bansko, 1. August 2009 – 2. August 2009 |
| ----------------------------------------------------------- | ----------------------------------------------------------- | ----------------------------------------------------------- | ----------------------------------------------------------- | ----------------------------------------------------------- |
| Datum                                                       | Disziplin                                                   | Erster Platz                                                | Zweiter Platz                                               | Dritter Platz                                               |
| 1. August 2009 (Sa.)                                        | Crosslauf-Sprint                                            | Nina Klenowska                                              | Vladimíra Točeková                                          | Andreea Cioaca                                              |
| 2. August 2009 (So.)                                        | Crosslauf-Massenstart                                       | Nina Klenowska                                              | Silwija Georgiewa                                           | Vladimíra Točeková                                          |

| 4. IBU-Sommercup in Östersund, 22. August 2009 – 23. August 2009 | 4. IBU-Sommercup in Östersund, 22. August 2009 – 23. August 2009 | 4. IBU-Sommercup in Östersund, 22. August 2009 – 23. August 2009 | 4. IBU-Sommercup in Östersund, 22. August 2009 – 23. August 2009 | 4. IBU-Sommercup in Östersund, 22. August 2009 – 23. August 2009 |
| ---------------------------------------------------------------- | ---------------------------------------------------------------- | ---------------------------------------------------------------- | ---------------------------------------------------------------- | ---------------------------------------------------------------- |
| Datum                                                            | Disziplin                                                        | Erster Platz                                                     | Zweiter Platz                                                    | Dritter Platz                                                    |
| 22. August 2009 (Sa.)                                            | Rollski-Sprint                                                   | Helena Jonsson                                                   | Anna Carin Olofsson-Zidek                                        | Liv-Kjersti Eikeland                                             |
| 23. August 2009 (So.)                                            | Rollski-Verfolgung                                               | Helena Jonsson                                                   | Anna Carin Olofsson-Zidek                                        | Liv-Kjersti Eikeland                                             |

| 5. IBU-Sommercup in Ostrow, 29. August 2009 – 30. August 2009 | 5. IBU-Sommercup in Ostrow, 29. August 2009 – 30. August 2009 | 5. IBU-Sommercup in Ostrow, 29. August 2009 – 30. August 2009 | 5. IBU-Sommercup in Ostrow, 29. August 2009 – 30. August 2009 | 5. IBU-Sommercup in Ostrow, 29. August 2009 – 30. August 2009 |
| ------------------------------------------------------------- | ------------------------------------------------------------- | ------------------------------------------------------------- | ------------------------------------------------------------- | ------------------------------------------------------------- |
| Datum                                                         | Disziplin                                                     | Erster Platz                                                  | Zweiter Platz                                                 | Dritter Platz                                                 |
| 29. August 2009 (Sa.)                                         | Rollski-Sprint                                                | Maria Kosinowa                                                | Jelena Plotskaja                                              | Olga Prokopewa                                                |
| 30. August 2009 (So.)                                         | Rollski-Verfolgung                                            | Olga Prokopewa                                                | Maria Kosinowa                                                | Uljana Denissowa                                              |

| 6. IBU-Sommercup in Predeal, 12. September 2009 – 13. September 2009 | 6. IBU-Sommercup in Predeal, 12. September 2009 – 13. September 2009 | 6. IBU-Sommercup in Predeal, 12. September 2009 – 13. September 2009 | 6. IBU-Sommercup in Predeal, 12. September 2009 – 13. September 2009 | 6. IBU-Sommercup in Predeal, 12. September 2009 – 13. September 2009 |
| -------------------------------------------------------------------- | -------------------------------------------------------------------- | -------------------------------------------------------------------- | -------------------------------------------------------------------- | -------------------------------------------------------------------- |
| Datum                                                                | Disziplin                                                            | Erster Platz                                                         | Zweiter Platz                                                        | Dritter Platz                                                        |
| 12. September 2009 (Sa.)                                             | Rollski-Sprint                                                       | Mihaela Purdea                                                       | Éva Tófalvi                                                          | Alexandra Stoian                                                     |
| 13. September 2009 (So.)                                             | Rollski-Verfolgung                                                   | Mihaela Purdea                                                       | Éva Tófalvi                                                          | Dana Plotogea                                                        |

## Ergebnisse Männer-Wettbewerbe
| 1. IBU-Sommercup in Bystřice, 27. Juni 2009 – 28. Juni 2009 | 1. IBU-Sommercup in Bystřice, 27. Juni 2009 – 28. Juni 2009 | 1. IBU-Sommercup in Bystřice, 27. Juni 2009 – 28. Juni 2009 | 1. IBU-Sommercup in Bystřice, 27. Juni 2009 – 28. Juni 2009 | 1. IBU-Sommercup in Bystřice, 27. Juni 2009 – 28. Juni 2009 |
| ----------------------------------------------------------- | ----------------------------------------------------------- | ----------------------------------------------------------- | ----------------------------------------------------------- | ----------------------------------------------------------- |
| Datum                                                       | Disziplin                                                   | Erster Platz                                                | Zweiter Platz                                               | Dritter Platz                                               |
| 27. Juni 2009 (Sa.)                                         | Crosslauf-Sprint                                            | Lars Zimmer                                                 | Luboš Schorný                                               | Tomasz Puda                                                 |
| 28. Juni 2009 (So.)                                         | Crosslauf-Massenstart                                       | Petr Balcar                                                 | Tomasz Puda                                                 | István Muskatal                                             |

| 2. IBU-Sommercup in Predajná, 4. Juli 2009 – 5. Juli 2009 | 2. IBU-Sommercup in Predajná, 4. Juli 2009 – 5. Juli 2009 | 2. IBU-Sommercup in Predajná, 4. Juli 2009 – 5. Juli 2009 | 2. IBU-Sommercup in Predajná, 4. Juli 2009 – 5. Juli 2009 | 2. IBU-Sommercup in Predajná, 4. Juli 2009 – 5. Juli 2009 |
| --------------------------------------------------------- | --------------------------------------------------------- | --------------------------------------------------------- | --------------------------------------------------------- | --------------------------------------------------------- |
| Datum                                                     | Disziplin                                                 | Erster Platz                                              | Zweiter Platz                                             | Dritter Platz                                             |
| 4. Juli 2009 (Sa.)                                        | Crosslauf-Sprint                                          | Miroslav Matiaško                                         | Luboš Schorný                                             | Liviu Croitoru                                            |
| 5. Juli 2009 (So.)                                        | Crosslauf-Massenstart                                     | Petr Balcar                                               | Matej Kazár                                               | Tomasz Puda                                               |

| 3. IBU-Sommercup in Bansko, 1. August 2009 – 2. August 2009 | 3. IBU-Sommercup in Bansko, 1. August 2009 – 2. August 2009 | 3. IBU-Sommercup in Bansko, 1. August 2009 – 2. August 2009 | 3. IBU-Sommercup in Bansko, 1. August 2009 – 2. August 2009 | 3. IBU-Sommercup in Bansko, 1. August 2009 – 2. August 2009 |
| ----------------------------------------------------------- | ----------------------------------------------------------- | ----------------------------------------------------------- | ----------------------------------------------------------- | ----------------------------------------------------------- |
| Datum                                                       | Disziplin                                                   | Erster Platz                                                | Zweiter Platz                                               | Dritter Platz                                               |
| 1. August 2009 (Sa.)                                        | Crosslauf-Sprint                                            | Oļegs Maļuhins                                              | Wladimir Iliew                                              | Sergiu Balan                                                |
| 2. August 2009 (So.)                                        | Crosslauf-Massenstart                                       | Oļegs Maļuhins                                              | Peter Ridzoň                                                | Sergiu Balan                                                |

| 4. IBU-Sommercup in Östersund, 22. August 2009 – 23. August 2009 | 4. IBU-Sommercup in Östersund, 22. August 2009 – 23. August 2009 | 4. IBU-Sommercup in Östersund, 22. August 2009 – 23. August 2009 | 4. IBU-Sommercup in Östersund, 22. August 2009 – 23. August 2009 | 4. IBU-Sommercup in Östersund, 22. August 2009 – 23. August 2009 |
| ---------------------------------------------------------------- | ---------------------------------------------------------------- | ---------------------------------------------------------------- | ---------------------------------------------------------------- | ---------------------------------------------------------------- |
| Datum                                                            | Disziplin                                                        | Erster Platz                                                     | Zweiter Platz                                                    | Dritter Platz                                                    |
| 22. August 2009 (Sa.)                                            | Rollski-Sprint                                                   | Carl Johan Bergman                                               | Mattias Nilsson                                                  | Björn Ferry                                                      |
| 23. August 2009 (So.)                                            | Rollski-Verfolgung                                               | Björn Ferry                                                      | Fredrik Lindström                                                | Mattias Nilsson                                                  |

| 5. IBU-Sommercup in Ostrow, 29. August 2009 – 30. August 2009 | 5. IBU-Sommercup in Ostrow, 29. August 2009 – 30. August 2009 | 5. IBU-Sommercup in Ostrow, 29. August 2009 – 30. August 2009 | 5. IBU-Sommercup in Ostrow, 29. August 2009 – 30. August 2009 | 5. IBU-Sommercup in Ostrow, 29. August 2009 – 30. August 2009 |
| ------------------------------------------------------------- | ------------------------------------------------------------- | ------------------------------------------------------------- | ------------------------------------------------------------- | ------------------------------------------------------------- |
| Datum                                                         | Disziplin                                                     | Erster Platz                                                  | Zweiter Platz                                                 | Dritter Platz                                                 |
| 29. August 2009 (Sa.)                                         | Rollski-Sprint                                                | Michail Kotschkin                                             | Artjom Uschakow                                               | Andrei Alexejew                                               |
| 30. August 2009 (So.)                                         | Rollski-Verfolgung                                            | Andrei Tschurilow                                             | Michail Kotschkin                                             | Alexei Tschurin                                               |

| 6. IBU-Sommercup in Râșnov, 12. September 2009 – 13. September 2009 | 6. IBU-Sommercup in Râșnov, 12. September 2009 – 13. September 2009 | 6. IBU-Sommercup in Râșnov, 12. September 2009 – 13. September 2009 | 6. IBU-Sommercup in Râșnov, 12. September 2009 – 13. September 2009 | 6. IBU-Sommercup in Râșnov, 12. September 2009 – 13. September 2009 |
| ------------------------------------------------------------------- | ------------------------------------------------------------------- | ------------------------------------------------------------------- | ------------------------------------------------------------------- | ------------------------------------------------------------------- |
| Datum                                                               | Disziplin                                                           | Erster Platz                                                        | Zweiter Platz                                                       | Dritter Platz                                                       |
| 12. September 2009 (Sa.)                                            | Rollski-Sprint                                                      | Roland Gerbacea                                                     | Imre Tagscherer                                                     | Alexandru Tișcă                                                     |
| 13. September 2009 (So.)                                            | Rollski-Verfolgung                                                  | Imre Tagscherer                                                     | Roland Gerbacea                                                     | Răzvan Gârniță                                                      |